# بخش کلمبیا (شهرستان همیلتون، اوهایو)
بخش کلمبیا (به انگلیسی: Columbia Township) یک منطقهٔ مسکونی در ایالات متحده آمریکا است که در شهرستان همیلتون، اوهایو واقع شده‌است.
 بخش کلمبیا ۶٫۹ کیلومتر مربع مساحت و ۴٬۵۳۲ نفر جمعیت دارد و ۱۷۴ متر بالاتر از سطح دریا واقع شده‌است.